# Singolatren
Singolatren is een bestuurslaag in het regentschap Banyuwangi van de provincie Oost-Java, Indonesië. Singolatren telt 3971 inwoners (volkstelling 2010).